# Kawasaki Ki-28
Il Kawasaki Ki-28 (川崎 キ28?, Kawasaki ki nijūhachi),  nome in codice alleato Bob era un caccia monomotore monoplano ad ala bassa sviluppato dall'azienda aeronautica giapponese Kawasaki Kōkūki Kōgyō KK negli anni trenta e rimasto allo stadio di prototipo.
Realizzato sull'esperienza del precedente Ki-5 per equipaggiare i reparti da caccia della Dai-Nippon Teikoku Rikugun Kōkū Hombu, la componente aerea dell'esercito imperiale giapponese, pur avendo risolto i problemi di prestazioni e scarsa manovrabilità venne scartato in favore del Nakajima Ki-27.

## Storia del progetto
Nella metà degli anni trenta l'esercito imperiale emise una specifica per la fornitura di un nuovo modello di caccia destinato a sostituire nei reparti di prima linea il Kawasaki Ki-10. A tal fine le autorità militari contattarono la Kawasaki Kōkūki Kogyo, la Mitsubishi e la Nakajima richiedendo loro di fornire un prototipo da utilizzare in una valutazione comparativa.

### Sviluppo
La Kawasaki affidò il progetto al suo nuovo direttore dell'ufficio tecnico, l'ingegnere Takeo Doi da poco subentrato a Richard Vogt, che già aveva collaborato allo sviluppo dell'innovativo Ki-5 e che sfruttò l'esperienza acquisita nel riproporre un modello che manteneva quell'impostazione di massima: un monomotore monoplano di costruzione interamente metallica con carrello fisso.
Il prototipo venne portato in volo per la prima volta nel febbraio 1936 dove, al contrario del suo predecessore, si rivelò dotato di buone prestazioni generali riuscendo anche a raggiungere una velocità massima maggiore dei suoi avversari, il Mitsubishi Ki-33 (versione "terrestre" del caccia imbarcato A5M) ed il Nakajima Ki-27. Tuttavia la commissione esaminatrice ritenne più idonea la proposta della Nakajima in quanto il Ki-27 possedeva una maneggevolezza nettamente superiore ed un minore carico alare. Nonostante il Ki-27 fosse stato l'unico ad essere avviato alla produzione in serie, il progetto del Ki-28 fornì alla Kawasaki l'esperienza necessaria per il successivo sviluppo dei caccia Kawasaki Ki-60 e Kawasaki Ki-61.
Credendo erroneamente che il Ki-28 fosse stato avviato alla produzione in serie con la designazione di "caccia per l'esercito tipo 97", l'intelligence alleata gli assegnò il nome in codice "Bob" durante la seconda guerra mondiale.

## Tecnica
Il Ki-28 era un velivolo dall'aspetto moderno che riproponeva le soluzioni tecniche del suo predecessore, il Ki-5, innovative per l'epoca in cui quest'ultimo venne sviluppato: monomotore, monoplano con ala a sbalzo, struttura interamente metallica.
La fusoliera incorporava l'unico abitacolo chiuso da un tettuccio aerodinamico che proteggeva il pilota. Posteriormente terminava in un impennaggio classico monoderiva con piani orizzontali montati a sbalzo.
La configurazione alare era monoplana con ala montata bassa sulla fusoliera..
Il carrello d'atterraggio era fisso, caratterizzato dalle corte gambe di forza ammortizzate e carenate collegate al lato inferiore, integrato posteriormente da un pattino d'appoggio anch'esso ammortizzato.
La propulsione era affidata ad un motore Kawasaki Ha-9-II-Ko , un 12 cilindri a V raffreddato a liquido in grado di erogare una potenza pari a 800 hp (597 kW), posizionato all'apice anteriore della fusoliera ed abbinato ad un'elica bipala.
L'armamento era costituito da due mitragliatrici Type 89 calibro 7,7 mm dotate di meccanismo di sincronizzazione per sparare attraverso il disco dell'elica.

## Utilizzatori
Giappone
- Dai-Nippon Teikoku Rikugun Kōkū Hombu